# Walid Khaled al-Gary
Walid Khaled al-Gary (وليد خالد فهد الجري), né le 25 février 1960, est un homme politique koweïtien, député au Parlement arabe.
Issu de la tribu des al-Ajman, il s'est opposé à une réforme en 1964 visant à ne plus faire de la charia la source du droit koweïtien. Membre des frères musulmans au Koweït, il quitte le mouvement pour adhérer en 1999 au Bloc populaire qu'il quittera en 2003. Il est aujourd'hui député indépendant.